# ZA-302
La ZA-302 es una carretera de titularidad autonómica de la Junta de Castilla y León (España) que discurre por la provincia de Zamora entre las localidades de El Cubo del Vino y Bermillo de Sayago.
Pertenece a la Red Complementaria Preferente de la Junta de Castilla y León.

## Recorrido
La carretera  ZA-302  tiene su origen en El Cubo del Vino en la intersección con la carretera  N-630  y termina en Bermillo de Sayago, en la intersección con la carretera  CL-527  formando parte de la Red de carreteras de Salamanca.
También pasa por las localidades de Mayalde, Peñausende, Fresno de Sayago y Torrefrades.